# Bailando (album)
Bailando – piąty album studyjny polskiego piosenkarza Tomasza Makowieckiego. Wydawnictwo ukazało się 16 lutego 2024 nakładem wytwórni muzycznej Universal Music Polska.
Album jest utrzymany w stylu muzyki pop. Składa się z wersji standardowej (1 CD).
Płyta zadebiutowała na 10. miejscu polskiej listy sprzedaży – OLiS.
Nagrania były promowane singlami: „Bardziej niż zwykle”, „Nie ma nas”, „Warszawa Wschodnia” i „Na paluszkach”.

## Lista utworów
Opracowano na podstawie materiału źródłowego.
| Bailando – Wersja standardowa | Bailando – Wersja standardowa          | Bailando – Wersja standardowa | Bailando – Wersja standardowa                         | Bailando – Wersja standardowa |
| Nr                            | Tytuł utworu                           | Słowa                         | Muzyka                                                | Długość                       |
| ----------------------------- | -------------------------------------- | ----------------------------- | ----------------------------------------------------- | ----------------------------- |
| 1.                            | „I co?”                                | Wojciech Waglewski            | Tomasz Makowiecki, Frédéric Soulard                   | 4:33                          |
| 2.                            | „Bardziej niż zwykle”                  | Michał Wiraszko               | Tomasz Makowiecki                                     | 5:46                          |
| 3.                            | „Warszawa Wschodnia”                   | Jan Mertyk                    | Tomasz Makowiecki                                     | 4:43                          |
| 4.                            | „Lato w mieście”                       | Jakub Wandachowicz            | Tomasz Makowiecki, Jakub Staruszkiewicz               | 3:16                          |
| 5.                            | „Jadę metrem”                          | Piotr Fiedler                 | Tomasz Makowiecki, Jakub Staruszkiewicz               | 4:25                          |
| 6.                            | „Słońce nie przestaje świecić w nocy”  | Weronika Lewandowska          | Tomasz Makowiecki                                     | 3:29                          |
| 7.                            | „Na paluszkach” (oraz Julia Wieniawa)  | Piotr Fiedler                 | Tomasz Makowiecki, Jakub Staruszkiewicz               | 3:37                          |
| 8.                            | „Bailando”                             | nieznany                      | Maria Isabel Garcia Asensio, Luc Rigaux, Patric Samoy | 0:52                          |
| 9.                            | „Nie ma nas” (oraz Katarzyna Nosowska) | Roman Szczepanek              | Tomasz Makowiecki                                     | 3:36                          |
| 10.                           | „Gary hell”                            | Weronika Lewandowska          | Tomasz Makowiecki, Jakub Staruszkiewicz               | 5:58                          |
| 11.                           | „Wiem, że to nie koniec”               | Roman Szczepanek              | Tomasz Makowiecki, Jakub Staruszkiewicz               | 4:00                          |
|                               |                                        |                               |                                                       | 44:15                         |

## Pozycje na listach sprzedaży

### Pozycje na listach tygodniowych
| Kraj   | Lista (2024)            | Najwyższa pozycja |
| ------ | ----------------------- | ----------------- |
| Polska | OLiS – albumy.          | 10                |
| Polska | OLiS – albumy fizycznie | 2                 |